# Liste des cathédrales du Sri Lanka
Cet article recense les cathédrales du Sri Lanka.

## Liste
- Cathédrale Sainte-Marie de Badulla
- Cathédrale Saint-Sébastien de Mannar